# Dingupa glauerti
Dingupa glauerti is een hooiwagen uit de familie Triaenonychidae.